# PhilSci Archive
PhilSci Archiveは科学哲学分野のプレプリントサーバ。2001年1月、ピッツバーグ大学哲学科のメンバーが中心となり、LANL archive（現arXiv）をモデルに設立された。